# Deuces (canção)
"Deuces" é um single do cantor americano Chris Brown retirado de seu quarto álbum de estúdio F.A.M.E. e conta com a participação do rappers Tyga e Kevin McCall sendo produzida pelo último. A música teve um bom desempenho comercial alcançando a primeira posição no Hot R&B/Hip-Hop Songs onde permaneceu por mais oito semanas consecutivas, alcançou a #14 posição na Billboard Hot 100, #68 no Reino Unido e #23 na Nova Zelândia. A música já vendeu mais de 1 milhão de cópias em território americano.

## Performances ao vivo

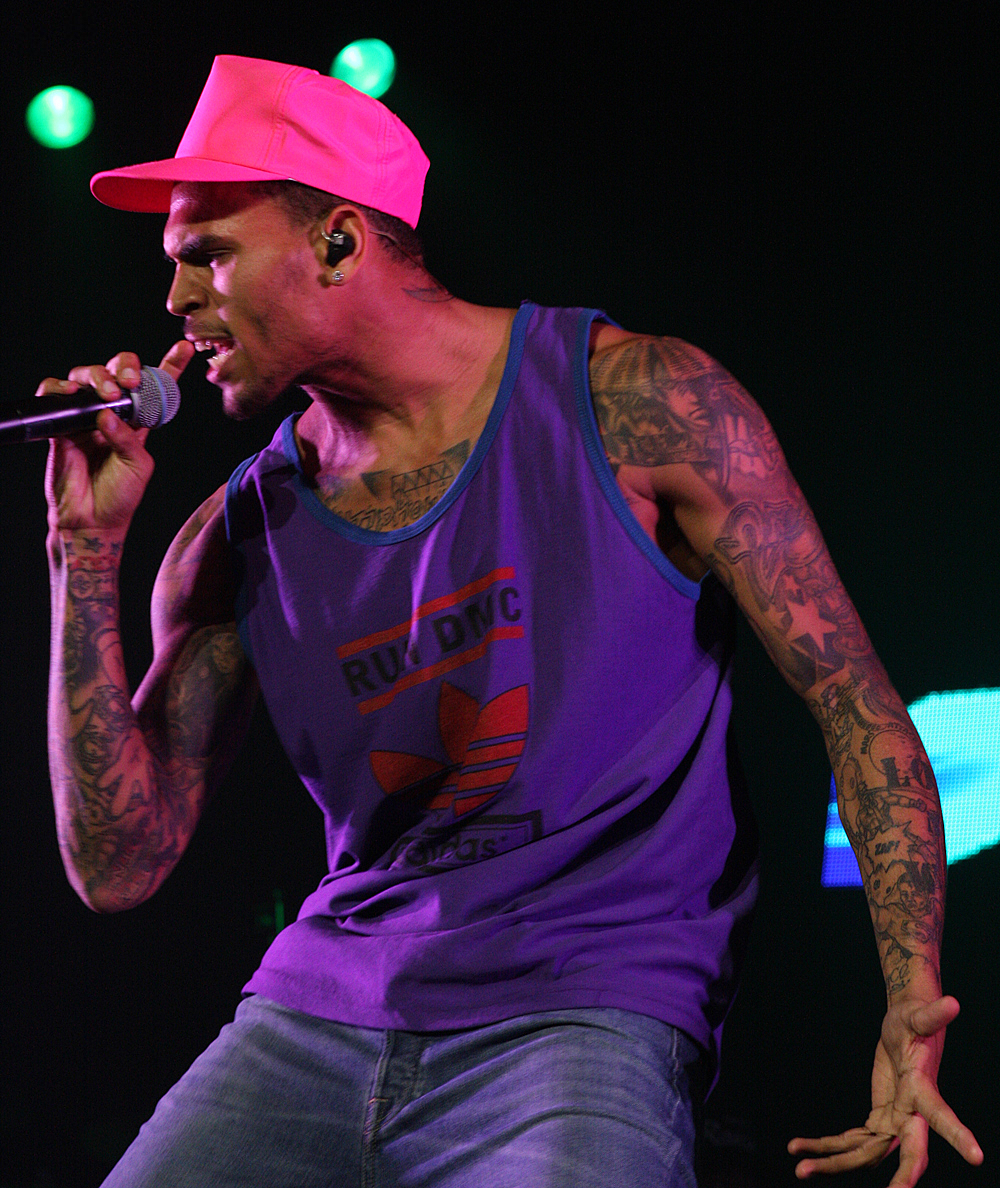
Chris Brown atuando no Supafest 3, em Sydney, Austrália, em 2012

Chris Brown interpretou a canção na after-party na estreia do seu filme, Takers. O cantor também interpretou a canção no concerto beneficente "Virginia Stand Up! A Call to Action", com intuito de ajudas as vítimas do Haiti. A canção também foi interpretada em um show de divulgação do álbum F.A.M.E. no 106 & Park.

## Desempenho nas paradas musicais
| Parada musical (2010)                            | Melhor Posição |
| ------------------------------------------------ | -------------- |
| Coreia do Sul - Korea (GAON)                     | 12             |
| Nova Zelândia - New Zealand Singles Chart        | 23             |
| Reino Unido - UK Singles Chart                   | 91             |
| Reino Unido - UK R&B Chart                       | 31             |
| Estados Unidos - Billboard Hot 100               | 14             |
| Estados Unidos - Billboard Hot R&B/Hip-Hop Songs | 1(15x)         |

## Faixas
- CD Single

1. "Deuces" - 4:37
2. "No Bullshit" - 4:07

## Remixes
1. "Deuces" (Ft. Drake, Kanye West & André 3000) – 5:38
2. "Deuces" (Ft. Drake & Kanye West) - 4:34
3. "Deuces" (Ft. T.I. & Rick Ross)
4. "Deuces" (Ft. Fabolous & André 3000) – 4:34
5. "Deuces" (Ft. Drake, T.I., Kanye West, Fabolous, Rick Ross & André 3000) – 6:43